# Oenopia
Oenopia är ett släkte av skalbaggar som beskrevs av Étienne Mulsant 1850. Oenopia ingår i familjen nyckelpigor.
Släktet innehåller bara arten Oenopia conglobata.

## Bildgalleri

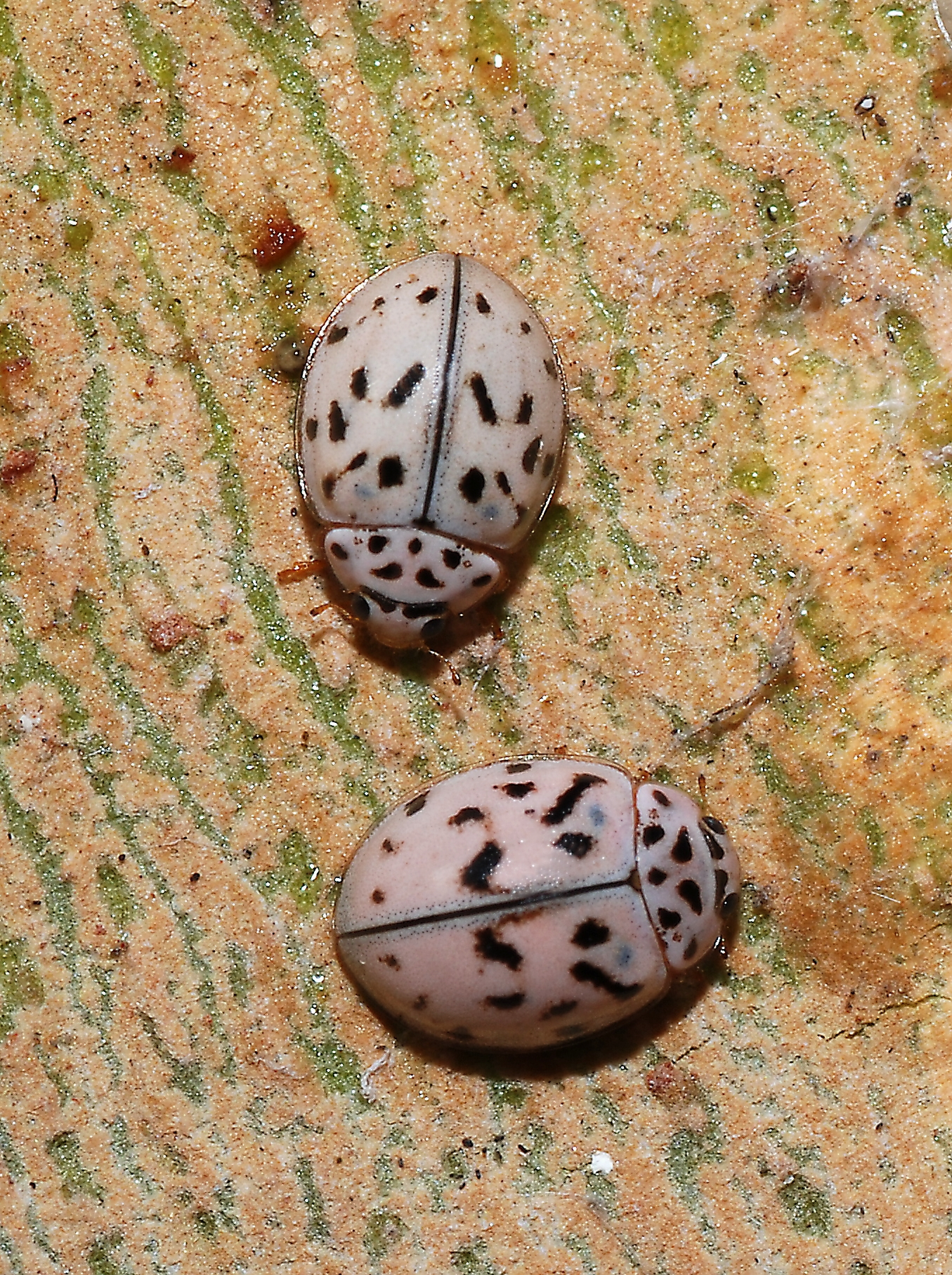
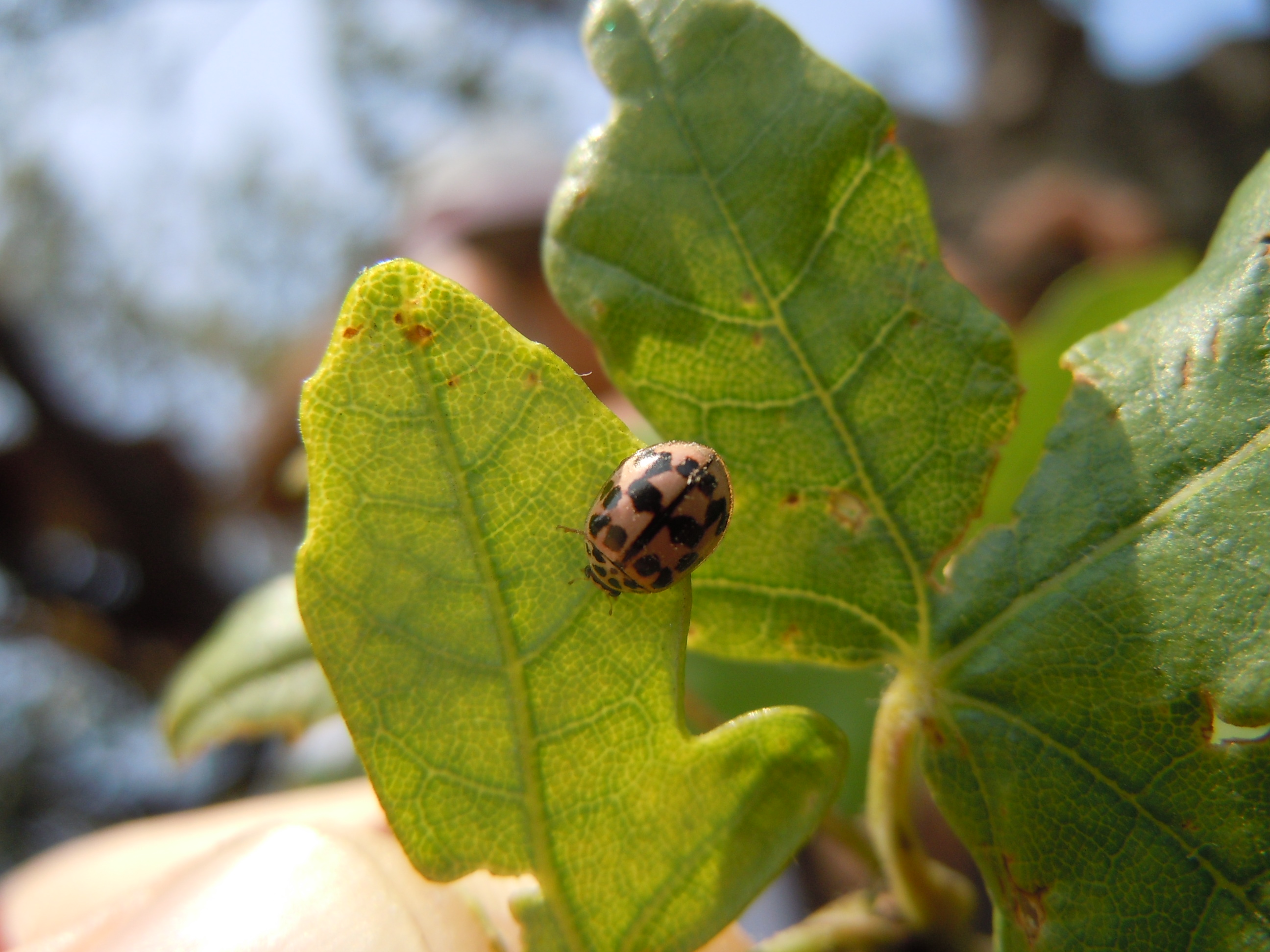
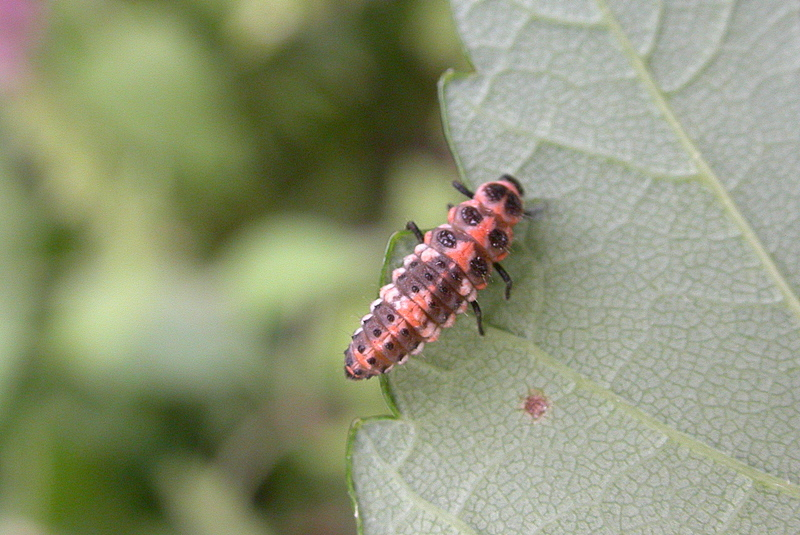
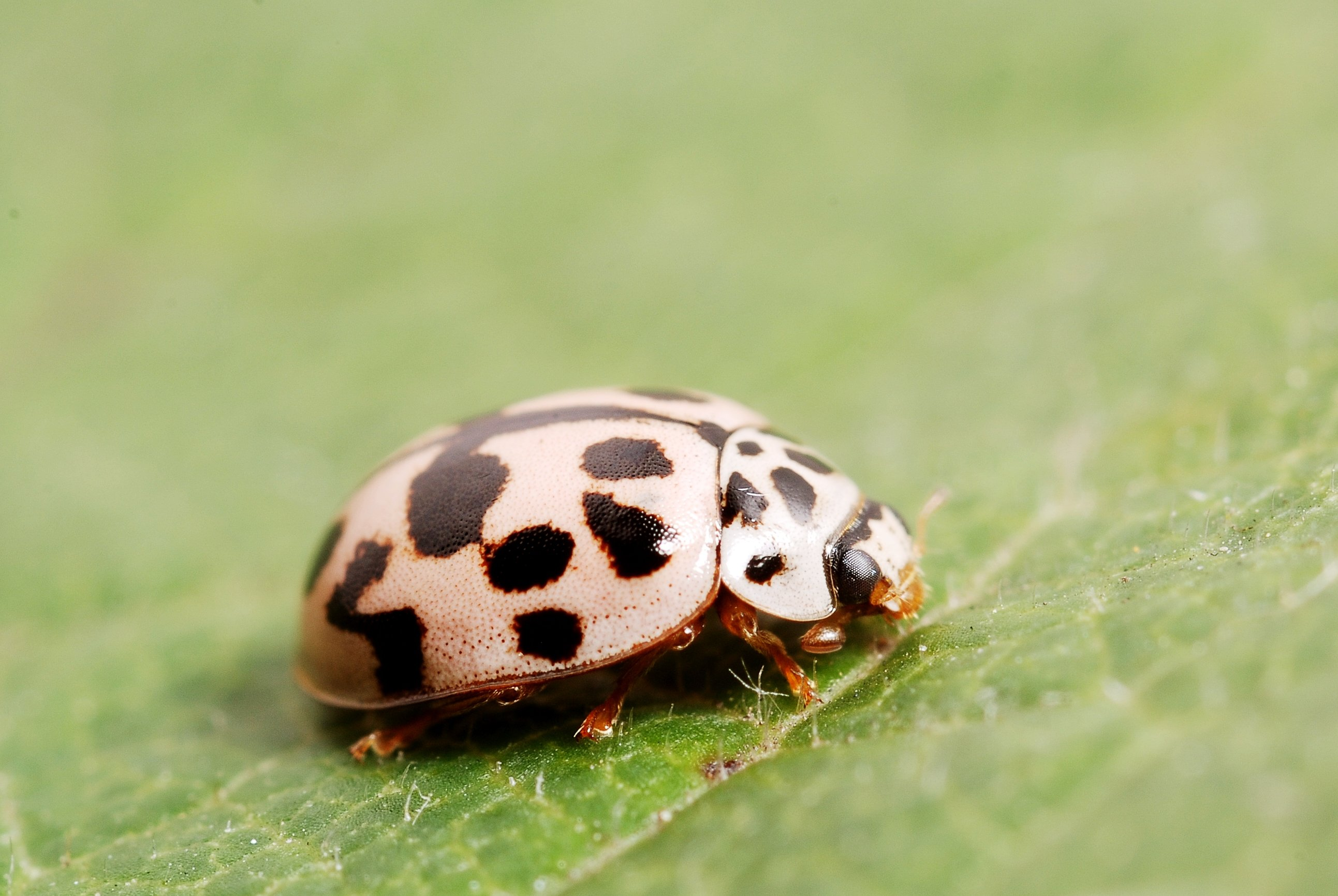
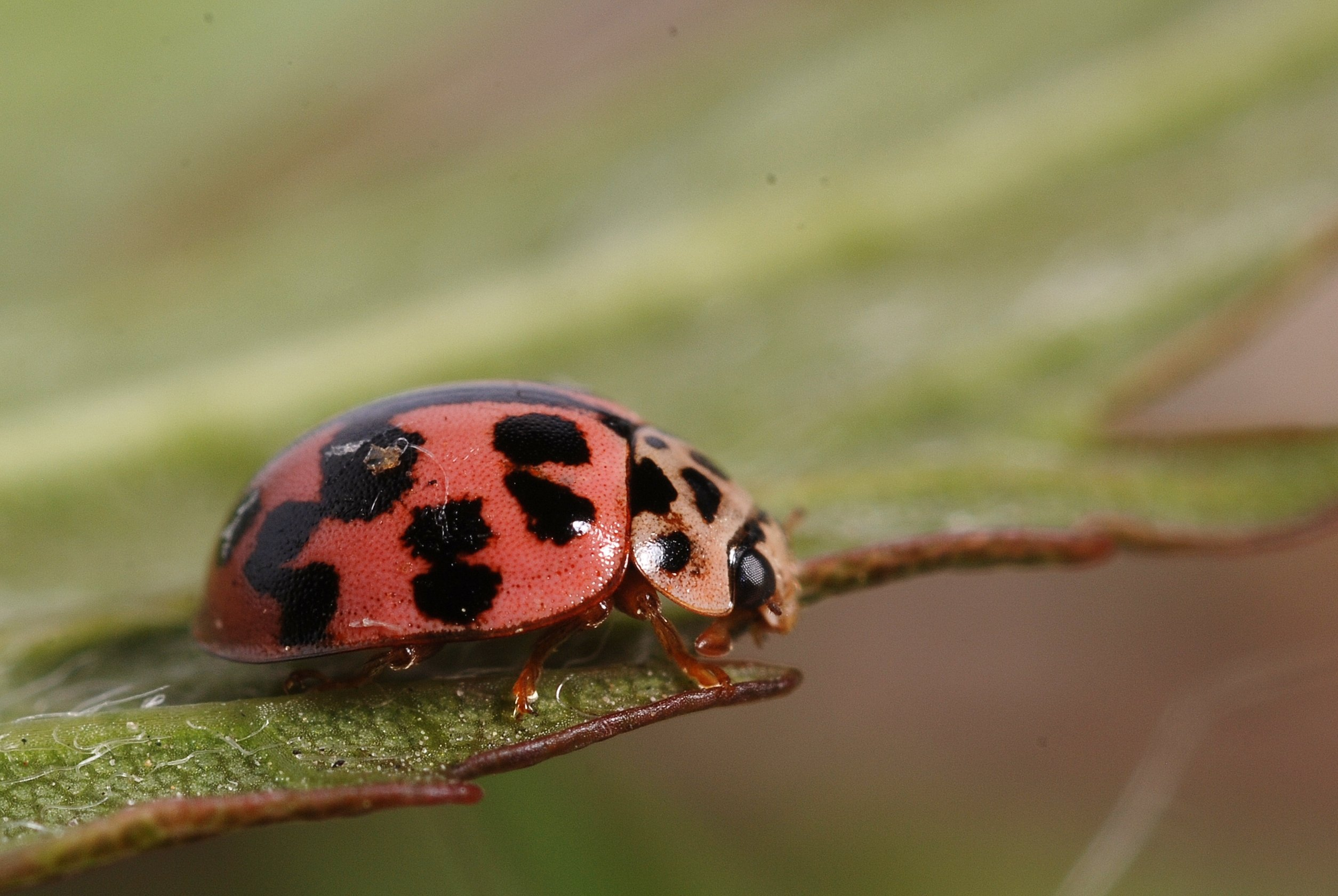
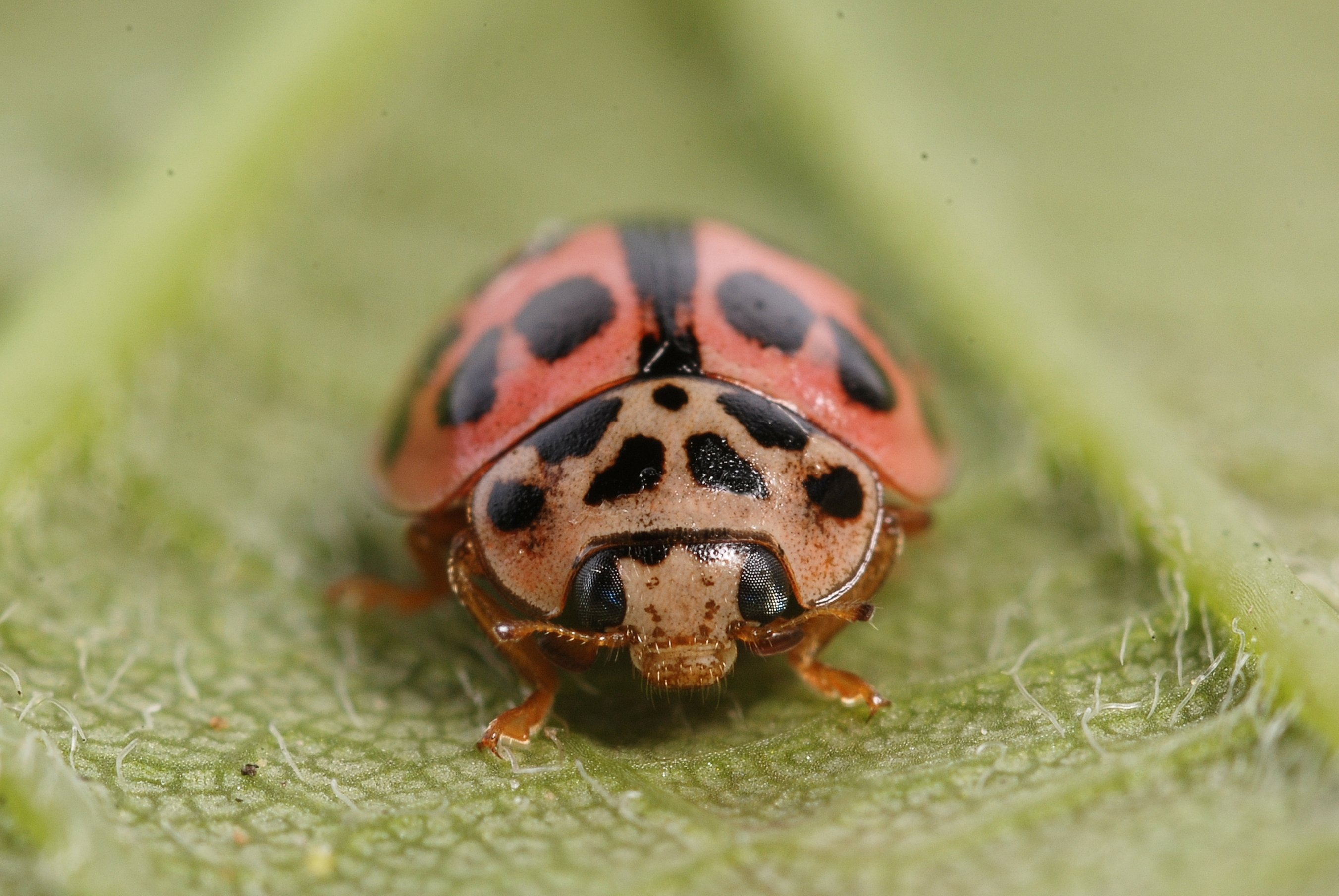